# Bernardo de Vargas Machuca

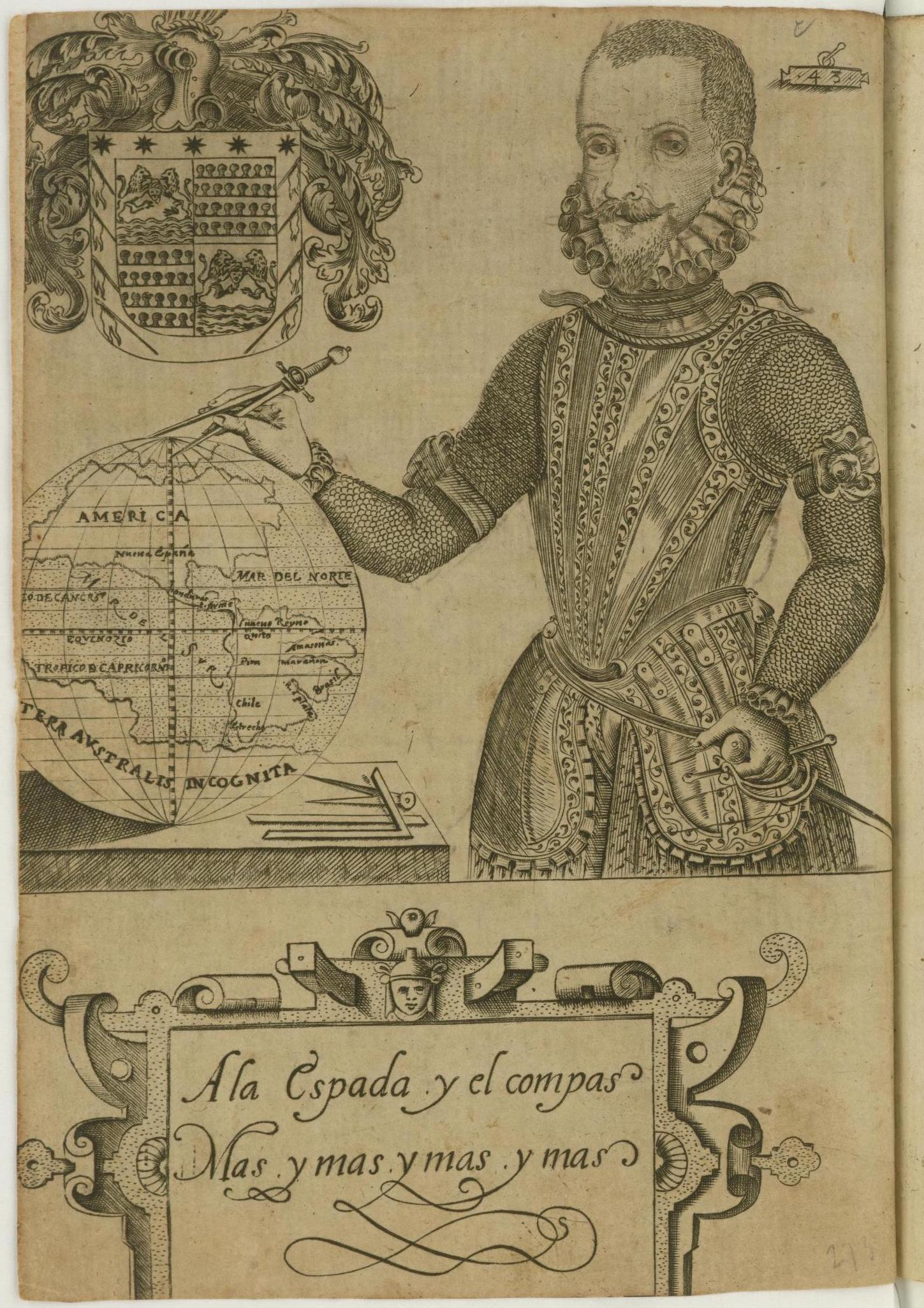
Bernardo de Vargas Machuca, Milicia y descripcion de las Indias, Frontispiz, 1599

Bernardo de Vargas Machuca (geb. 1557 in Simancas (Valladolid); gest. 1622 in Madrid) war ein spanischer Soldat, Naturforscher, Tierarzt und Konquistador, der insbesondere auch als Militärtheoretiker hervorgetreten ist. Bernardo de Vargas Machuca lebte mehr als zwanzig Jahre in Amerika und lehnte die Ideen von Bartolomé de Las Casas ab.

## Werk
Seine Schrift Milicia y descripción de las Indias (Madrid: Pedro Madrigal, 1599) ist eine Abhandlung über die Kriegskunst für die spanischen capitanes oder "caudillos" in Amerika, die mit den geographischen Nachteilen und den Ureinwohnern konfrontiert waren. Sie fand beispielsweise Aufnahme in der Buchreihe Biblioteca Ayacucho und unter dem Titel The Indian Militia and Description of the Indies in englischer Übersetzung in der Reihe The Cultures and Practice of Violence der Duke University Press (2008). Der Verfasser hatte Ende des 16. Jahrhunderts an verschiedenen Feldzügen in Amerika teilgenommen und das Ergebnis seiner Erfahrung war das Buch, ein allgemeiner Leitfaden für Eroberer mit militärischen Taktiken und politischen Strategien, um isolierte und rebellische indigene Gruppen zu besiegen und zu reduzieren.
Seine Schrift Defensa de la conquista de las Indias (um 1603 geschrieben) ist „eine seltene Widerlegung“ von Bartolomé de Las Casas’ berühmtem Kurzgefaßten Bericht von der Verwüstung der Westindischen Länder (Brevísima relación de la destrucción de las Indias occidentales) aus dem Jahr 1552 – einem der einflussreichsten Texte des 16. Jahrhunderts – und bietet wertvolle Einblicke in die andere Seite der Debatte über die Moral der spanischen Eroberung. 2010 erschien sie in einer englischen Übersetzung und kritischen Ausgabe bei der Pennsylvania State University Press in der Reihe Latin American Originals.

## Schriften

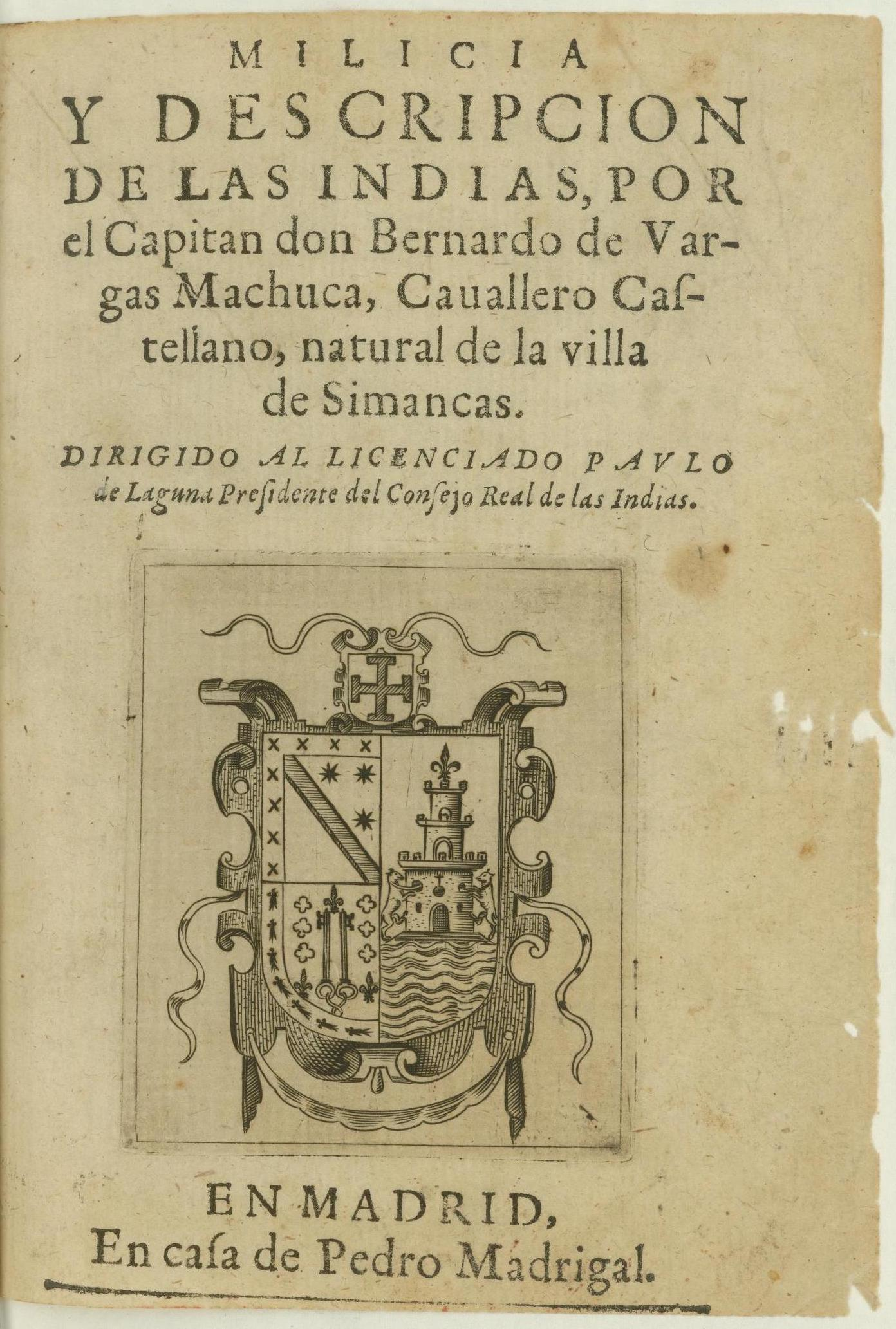
Milicia y descripción de las Indias (1599), Titelseite

Ausgaben und Übersetzungen (Auswahl)
- Milicia y descripción de las Indias (1599)
  - The Indian Militia and Description of the Indies (The Cultures and Practice of Violence). Duke University Press Books, 2008, ISBN 0-8223-4314-2
- Compendio y doctrina nueva de la Gineta
- Defensa de la conquista de las Indias
  - Defending the Conquest. Bernardo de Vargas Machuca's Defense and Discourse of the Western Conquests. Edited by Kris Lane, and translated by T. F. Johnson. Pennsylvania State University Press 2010, ISBN 978-0-271-02937-5.